# Зеленин, Владимир Михайлович
Владимир Михайлович Зеленин (10 августа 1936, Пермь, РСФСР, СССР — май 1999, Москва, Российская Федерация) — советский и российский учёный, политический деятель, депутат Государственной Думы ФС РФ первого созыва (1993—1995) и второго созыва (1995—1999), доктор сельскохозяйственных наук.

## Биография
В 1959 году с отличием закончил агрономический факультет Пермского сельскохозяйственного института. С 1959 по 1962 год работал в колхозе «Коллективист» бригадиром, агрономом совхоза, был первым секретарём Суксунского районного комитета ВЛКСМ. С 1962 по 1965 год — аспирант, в 1965 году защитил диссертацию на соискание учёной степени кандидата сельскохозяйственных наук.
С 1966 по 1968 год был секретарём партийного комитета КПСС института. С 1965 по 1969 год работал в Пермском сельскохозяйственном институте ассистентом, старшим преподавателем, доцентом кафедры плодоовощеводства. С 1980 по 1993 год работал в Пермском сельскохозяйственном институте заведующим кафедрой защиты растений, хранения и переработки сельхозпродукции. В 1990 году защитил диссертацию на соискание учёной степени доктора сельскохозяйственных наук.
В 1993 году был избран депутатом Государственной думы Федерального Собрания Российской Федерации первого созыва от Ленинского одномандатного избирательного округа № 139. В Государственной думе был членом комитета по природным ресурсам и природопользованию, входил во фракцию КПРФ.
В 1995 году избран депутатом Государственной думы Федерального Собрания Российской Федерации второго созыва. В Государственной думе был членом Аграрной депутатской группы.
Скончался в мае 1999 года.

## Законотворческая деятельность
За время исполнения полномочий депутата Государственной думы I и II созывов выступил соавтором восьми законодательных инициатив и поправок к проектам федеральных законов.